# Amphiprion pacificus
Espèce
Amphiprion pacificus est une espèce de poissons osseux de la famille des pomacentridés. Il est présent dans les récifs coralliens des îles Fidji, Tonga, Samoa et Wallis. Cette espèce mesure jusqu'à 5 cm.